# Sheila Scott Macintyre
Sheila Scott Macintyre (Edinburgh, 1910. április 23. – Cincinnati, 1960. március 21.) skót matematikus.

## Tanulmányai
Sheila Scott édesapja az edinburghi Trinity Akadémia rektora volt, s ő is ezen intézmény hallgatója lett. 1926-1928 között volt a Edinburgh Ladies' College hallgatója, és matematikából osztályelsőként végzett. 
Ugyanebben az évben az Edinburgh-i Egyetem-re került, ahol számos ösztöndíjat elnyert. Az MA diplomát matematikából és természeti filozófiából kitüntetéssel szerezte meg 1932-ben. Mint a skót egyetemek kiemelkedő diákjai általában, az első diploma megszerzése után ő is Cambridge-be ment, és három évet töltött el a Girton College-ben. Az ott töltött idő utolsó évében (1932) publikálta első cikkét abban a témában amelyben kutatást is vállalt, Cartwright felügyeletével. Cikkének címe: Az integrál függvény aszimptotikus periódusai. 

## Tanítás
Ezután visszatért Skóciába, ahol 5 éven keresztül tanított különböző iskolákban, köztük a St. Leonard lányiskolában. Ezalatt az idő alatt ismerkedett meg férjével, A. J. Macintyre-rel, aki matematikai előadó volt a Arberdeen-i Egyetemen. 1940-ben összeházasodtak, és a rákövetkező évben meghívták az Arberdeen-i Egyetemre tanársegédnek.

## Doktori cím
Ezen az egyetemen fejezte be doktoriját is, majd 1947-1958 között újabb 10 cikket publikált, s eközben felnevelte két gyermekét (a harmadik 2 éves korában elhunyt). 

## Kitüntetései, tagságai
Aktív tagja volt az Edinburgh Mathematical Society-nek, és a Mathematical Association-nak. 1958-ban a Royal Society of Edinburgh tagjává választották, majd ugyanebben az évben ő és férje elvállaltak egy kutatóprofesszori állást a Cincinnati Egyetemen. Ott tanított egészen a korán bekövetkezett haláláig (rákban halt meg).